# آرشي كلارك
آرشي كلارك (بالإنجليزية: Archie Clark)‏ (4 أبريل 1904 - 1 يناير 1967) هو مدرب كرة قدم ولاعب كرة قدم بريطاني (وحمل سابقاً جنسية المملكة المتحدة لبريطانيا العظمى وأيرلندا) في مركز الوسط. لعب مع نادي أرسنال ونادي إيفرتون ونادي برينتفورد ونادي ترانمير روفرز لكرة القدم ونادي لوتون تاون.

## وصلات خارجية
- آرشي كلارك على موقع قاعدة بيانات كرة القدم.إي يو (الإنجليزية)
- آرشي كلارك على موقع Soccerbase.com (مدرب) (الإنجليزية)